# Noe Ramišvili
Noe Ramišvili (Gruzínsky: ნოე რამიშვილი) (5. dubna 1881 – 7. prosince 1930) byl gruzínský politik a první premiér Gruzie. Byl jedním z vedoucích členů menševického křídla Ruské sociálně demokratické strany.

## Život
Do Ruské sociálně demokratické strany vstoupil roku 1902 a brzy se přidal k menševikům. V roce 1917 proběhla v Rusku revoluce, která vynesla Ramišviliho do funkce člena gruzínské sověty. 22. dubna 1918 byl jmenován Ministrem vnitra krátce existujícího státu Zakavkazské demokratické federativní republiky. 26. května 1918 se rozpadla a jedním z nástupnických států byla Gruzínská demokratická republika, v jejímž čele stanul Noe Ramašvili. Brzy po volbách do parlamentu byl ve funkci vystřídán svým blízkým spolupracovníkem Noem Žordanijou, v jehož vládě zaujmul místo Ministra vnitra. Ze své pozice uspěl tom, že zabránil Bolševikům revolucí získat větší vliv v zemi, ale byl často kritizován opozicí pro příliš tvrdý postup proti rolnickým nepokojům v roce 1919.
Když byla v roce 1921 Gruzie vojensky obsazena Rudou armádou, Ramišvili byl nucen emigrovat ze země. Usadil se ve Francii, odkud vedl svůj zahraniční odboj proti bolševické vládě. Podporoval různá hnutí zaměřená na boj proti Sovětskému Svazu, z nichž nejvýznamnější byl polský Prometheismus, který organizoval protisovětský odboj velkých národnostních menšin v Rusku při hranicích s Polskem, a finančně vypomohl přípravám gruzínského srpnového povstání v roce 1924, které se však nepovedlo a způsobilo rozsáhlé represe zaměřené proti gruzínské šlechtě a inteligenci.
V roce 1930 byl Noe Ramišvili v Paříži zavražděn ruským agentem.